# Adrian Rus
Adrián Rus (Satu Mare, 18 de marzo de 1996) es un futbolista rumano que juega en la demarcación de defensa para el Pisa S. C. de la Serie A.

## Selección nacional
Tras jugar con la selección de fútbol sub-21 de Rumania, finalmente debutó con la selección absoluta el 8 de septiembre de 2019. Lo hizo en un partido de clasificación para la Eurocopa 2020 contra Malta que finalizó con un resultado de 1-0 a favor del combinado rumani tras el gol de George Puşcaş.

### Participaciones en Eurocopas
| Copa          | Sede     | Resultado        | Partidos | Goles |
| ------------- | -------- | ---------------- | -------- | ----- |
| Eurocopa 2024 | Alemania | Octavos de final | 2        | 0     |

## Clubes
| Club                    | País    | Año       | Partidos | Goles |
| ----------------------- | ------- | --------- | -------- | ----- |
| F. C. Olimpia Satu Mare | Rumania | 2014-2015 | 25       | 0     |
| Fehérgyarmat S. C.      | Hungría | 2015-2016 | 14       | 0     |
| Balmazújváros F. C.     | Hungría | 2016-2018 | 65       | 3     |
| Puskás Akadémia F. C.   | Hungría | 2018      | 0        | 0     |
| Sepsi OSK (cedido)      | Rumania | 2018-2019 | 17       | 1     |
| Fehérvár F. C.          | Hungría | 2019-2022 | 70       | 2     |
| Pisa S. C.              | Italia  | 2022-2023 | 16       | 0     |
| Pafos F. C. (cedido)    | Chipre  | 2023-2024 | 29       | 2     |
| Pisa S. C.              | Italia  | 2024-     | 26       | 2     |

## Palmarés

### Títulos nacionales
| Título         | Club        | País   | Año  |
| -------------- | ----------- | ------ | ---- |
| Copa de Chipre | Pafos F. C. | Chipre | 2024 |